# Lepeophtheirus etelisi
Lepeophtheirus etelisi is een eenoogkreeftjessoort uit de familie van de Caligidae. De wetenschappelijke naam van de soort is voor het eerst geldig gepubliceerd in 2009 door Ho, Chiang & Lin.